# Argos (Panoptès)
Pour les articles homonymes, voir Argos.

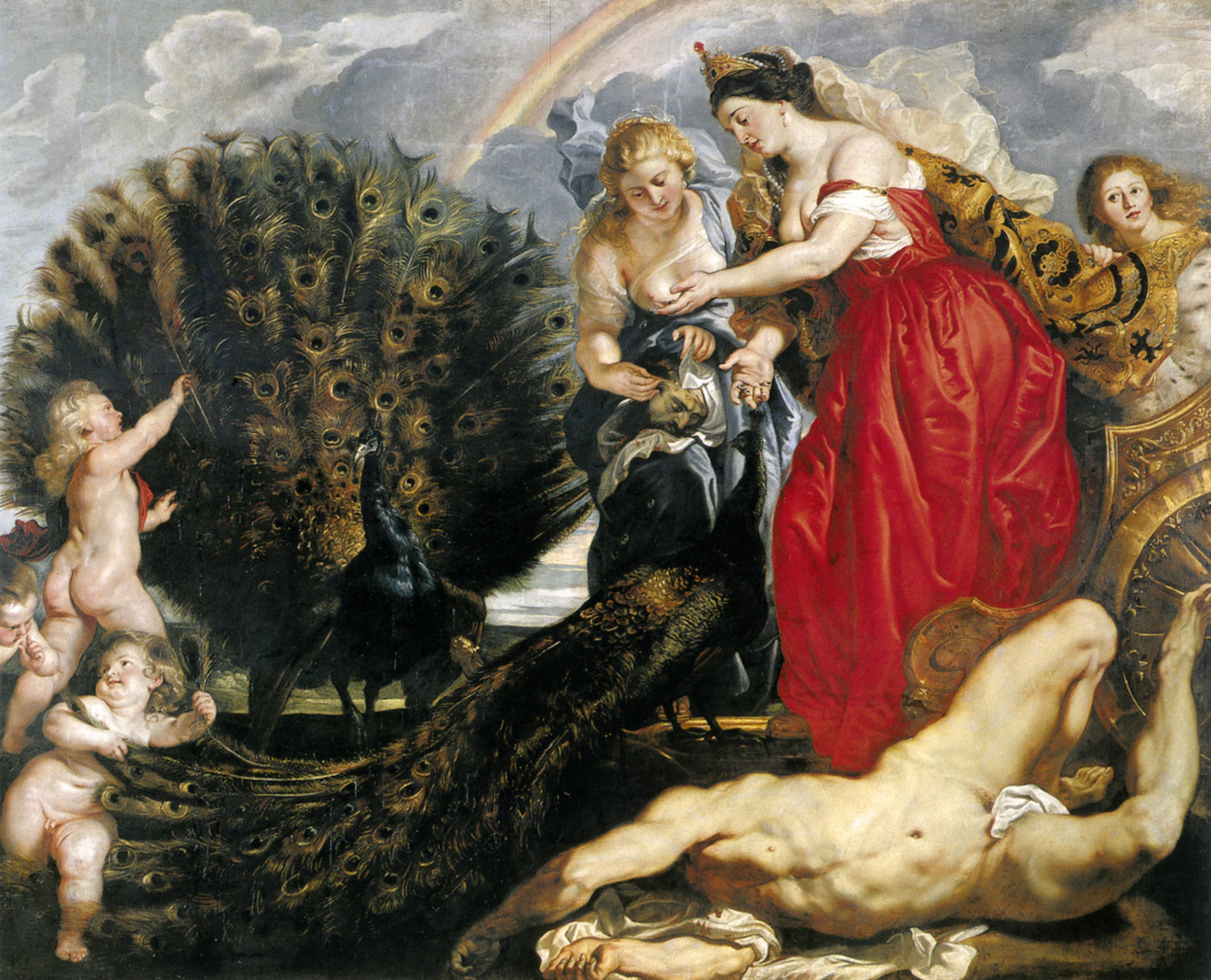
Junon et Argus, peinture de Peter Paul Rubens, 1610, musée Wallraf-Richartz à Cologne.
La déesse Héra prenant les yeux du Géant pour en recouvrir les plumes du paon.

Dans la mythologie grecque, Argos (en grec ancien Ἄργος / Árgos et en latin Argus), fils d'Arestor — ou du dieu fleuve Inachos, ou d'Argos (fils de Zeus), selon les versions — et de Mycène (ou de Gaïa), est un Géant ayant cent yeux. Ainsi, on peut aussi l’appeler Argos Panoptès, l’épithète grec Panoptès (Πανόπτης / Panóptês) signifiant « celui qui voit tout ».
Il ne faut pas le confondre avec son homonyme Argos, l'Argonaute, lui aussi issu d'un père nommé Arestor.

## Mythe

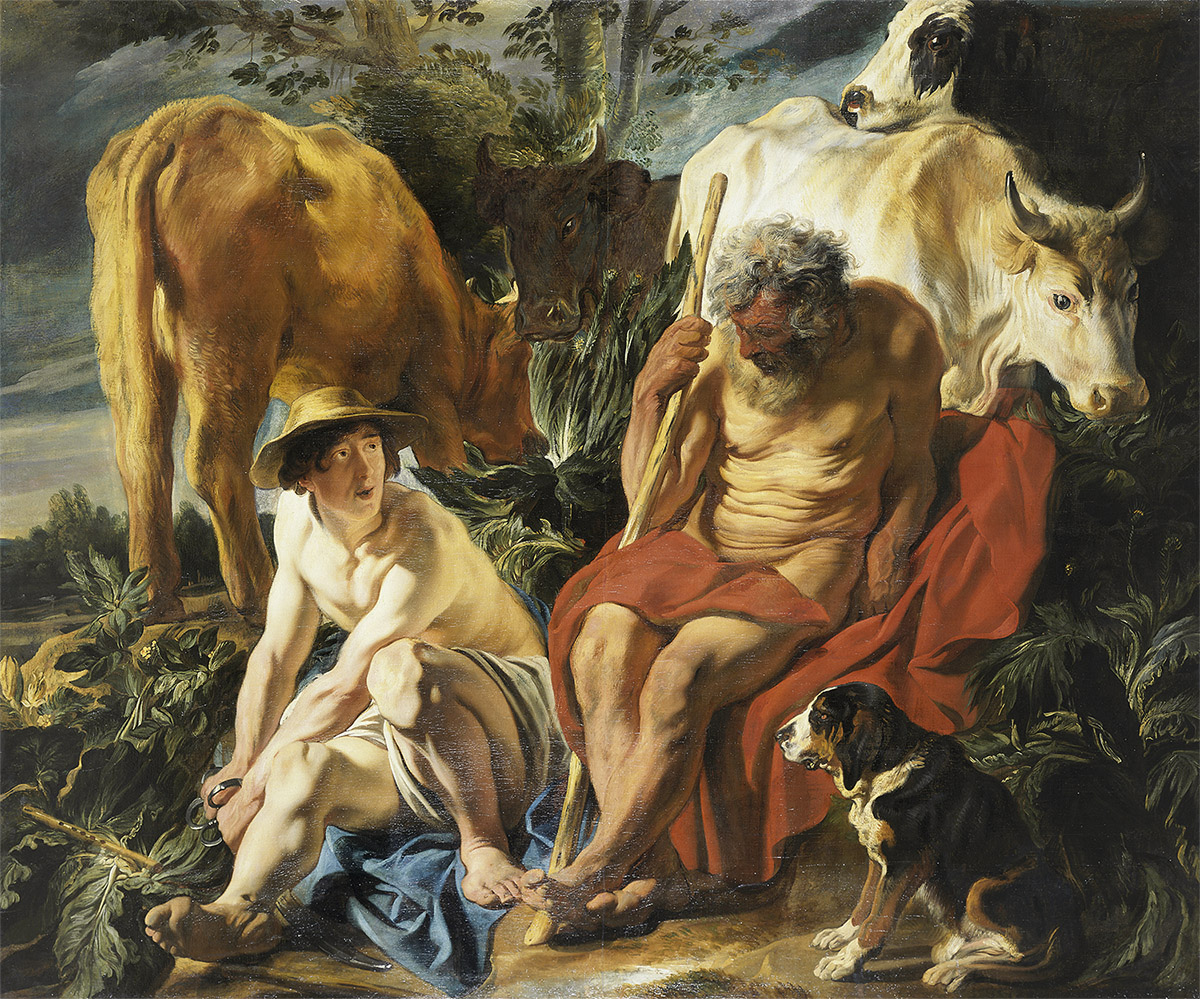
Mercure et Argos, tableau de Jacob Jordaens, vers 1620, musée des Beaux-Arts de Lyon.

Selon Aristarque de Samothrace, Homère ne connaît pas la légende d'Argos et les deux références qui lui sont faites sont des ajouts postérieurs, des interpolations.
Argos avait reçu l'épithète de « Panoptès » (Πανόπτης / Panóptês, « celui qui voit tout ») car il avait cent yeux, répartis sur toute la tête, ou même sur tout le corps selon certains auteurs[Qui ?]. En permanence, cinquante yeux dorment et les cinquante autres veillent : il est ainsi impossible de tromper sa vigilance.
Zeus, amoureux d'Io, s'attire la jalousie de sa femme Héra. Pour la rassurer, Zeus transforme alors Io en une belle génisse blanche. Non satisfaite, Héra lui demande de la lui offrir en présent, ce dont il s’exécute. Mais la relation de Zeus et Io continuant secrètement, Héra méfiante, décide de la confier à Argos afin qu'il la garde à Némée. Zeus envoie son fils Hermès jouer de la flûte de pan pour endormir Argos puis le tuer en lui tranchant la tête, et délivrer Io. 
D'autres versions disent que ce dernier lui aurait donné un grave coup sur la tête et que le Géant aurait roulé jusqu'à un rocher pour mourir ensuite[réf. souhaitée]. Malgré son échec, Héra récompense à titre posthume la fidélité du Géant en transférant ses yeux sur les plumes du paon, son animal favori. Selon une autre légende Argos devient lui-même, sans l'aide d'Héra, un paon[réf. souhaitée]. Zeus obtiendra par la suite le pardon de Héra et Io redeviendra une jeune fille, elle ne gardera que la blancheur de sa peau[réf. souhaitée].
Hésiode, ainsi qu'Apollodore, attribuent aussi à Argos l’élimination d'un taureau qui dévastait l'Arcadie, la mort d'un satyre qui volait du bétail dans la région ou encore le meurtre d'Échidna, durant son sommeil.

## Interprétations
Pour Laura Massetti, l'histoire d'Hermès et d'Argos partage une variété de détails avec le mythe du « soleil blessé » : Argos qui voit tout peut être interprété comme un « substitut » du dieu Soleil ; tandis que le rôle d'Hermès dans la légende est comparable à celui de l'ennemi du dieu Soleil. Hermès Ἀργεϊφόντης est l'ennemi juré du dieu Soleil parce qu'ils rivalisent d'éclat : Argus est éliminé par le dieu « qui brille de blancheur » de la même manière que dans l'hindouisme, Sūrya est blessé par Svarbhānu, « le démon qui possède l'éclat du soleil »

## Argus dans le langage populaire

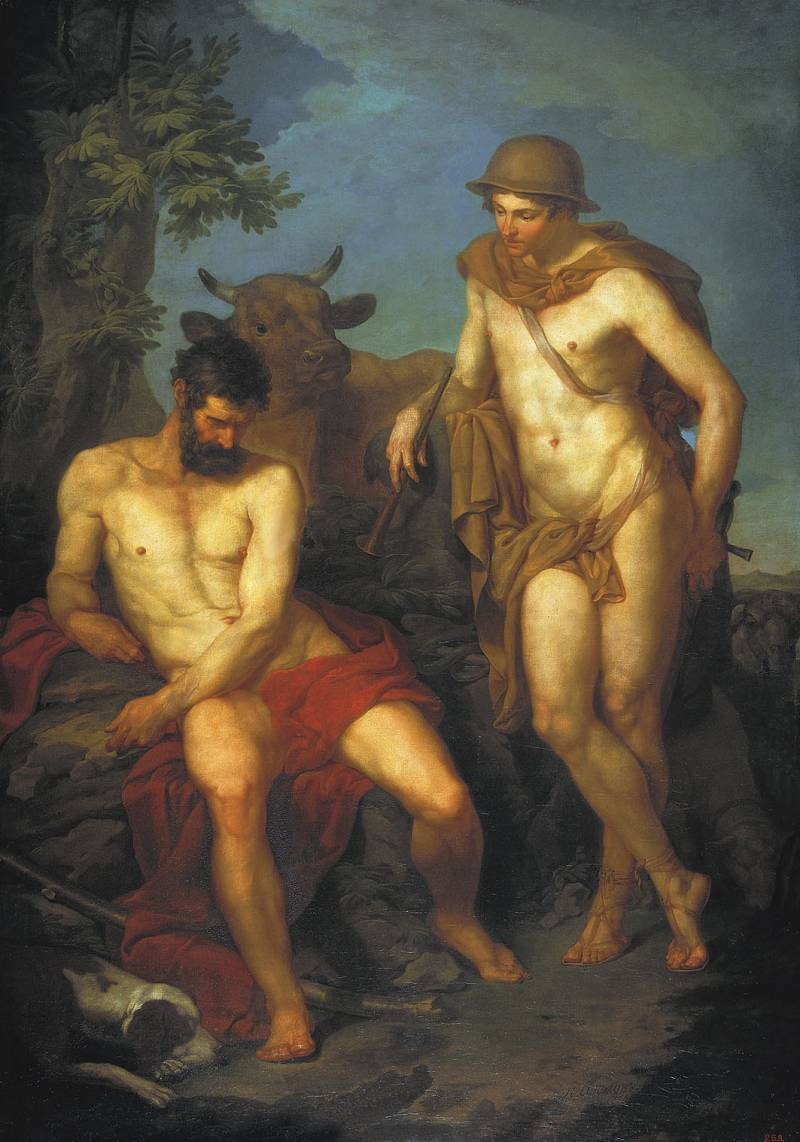
Mercure et Argus de Sokolov (1776), Musée Russe de Saint-Pétersbourg.

« Avoir les yeux d'Argus » est une expression qui signifie « être lucide et vigilant ».
Le papillon Argus tire son nom des yeux du géant.
Le système Argos est un système mondial de localisation et de collecte de données géo-positionnées par satellite.
Le journal L'Argus est nommé d'après ce héros mythologique.
Argus Rusard est le concierge de l'école Poudlard, dans les romans et films Harry Potter.
« L'Argus II » est un implant oculaire permettant de traiter certaines formes de cécité.
Argus est une planète de l'univers de World of Warcraft, d'où vient une race (Les Draeneïs, issus des Érédars) de grande taille et d'énorme longévité, réputée pour être de bons protecteurs, dont le plus sage d'entre eux à le don de prophétie (le prophète Velen).
Arrghus est le nom d'un des trois « boss » récurrents du jeu vidéo The Legend of Zelda: A Link to the Past, avec Kholdstare et Vitreous, ayant pour thème les yeux. Il prend la forme d'une méduse rouge géante munie d'un œil unique.
Argos est le nom d'une cellule d'espionnage d'un cartel de narcotrafiquants dans la Trilogie des Ombres de l'auteur français Ghislain Gilberti, publié aux éditions Ring.

### Sources
- Pseudo-Apollodore, Bibliothèque [détail des éditions] [lire en ligne] (II, 1, 2-3).
- Argonautiques orphiques [détail des éditions] [lire en ligne][Où ?].
- Hésiode, Les Travaux et les Jours [détail des éditions] [lire en ligne] (v. 68).
- Hésiode, Théogonie
- Ovide, Métamorphoses [détail des éditions] [lire en ligne] (I, 624 et suiv.).
- Pausanias, Description de la Grèce [détail des éditions] [lire en ligne] (II, 16, 4).